# ۶۵۶ (قمری)
۶۵۶ (قمری)، ششصد و پنجاه و ششمین سال در گاهشماری هجری قمری است. اول محرم این سال برابر با هشتم ژانویه سال ۱۲۵۸ میلادی است.

## رویدادها
- نگارش کتاب گلستان سعدی